# Маленький герой
«Ма́ленький геро́й» (Из неизвестных мемуаров) — рассказ Фёдора Достоевского, опубликованный под псевдонимом М-ий в 1857 году в восьмом номере журнала «Отечественные записки» А. А. Краевского.

## Историческая справка
Рассказ был написан в Петропавловской крепости, куда Достоевский был заключён после ареста в апреле 1849 года. Первоначально произведение задумывалось шире и называлось «Детская сказка». Достоевский в письмах к брату Михаилу называл его то романом, то повестью. Написание его происходило в период между окончанием следствия и вынесением приговора летом и осенью 1849 года. Арестованным петрашевцам была разрешена переписка и чтение книг только в июле, а до этого времени Достоевский мог строить планы будущих произведений лишь в уме. Работа над «Маленьким героем» сопровождалась перерывами и вынужденными неудобствами тюремного существования: отсутствие свечей и т. д.
К декабрю, когда писатель вместе с другими заключёнными был отправлен в сибирскую каторгу, рассказ уже был полностью завершён и передан на свободу М. М. Достоевскому. Вместе с ним были переданы и другие рукописи: «…несколько листков моей рукописи, чернового плана драмы и романа (и оконченная повесть „Детская сказка“) у меня отобраны и достанутся, по всей вероятности, тебе». Из упомянутых писателем произведений сохранился только рассказ «Маленький герой», остальные рукописи старшим братом сохранены не были, вероятно, по причине их незаконченности. Фёдор Михайлович не забывал об этом рассказе все годы своего пребывания в остроге и писал брату сразу же после освобождения из него в январе 1854 года: «Получил ли ты мою „Детскую сказку“, которую я написал в равелине? Если у тебя, то не распоряжайся ею и не показывай её никому».

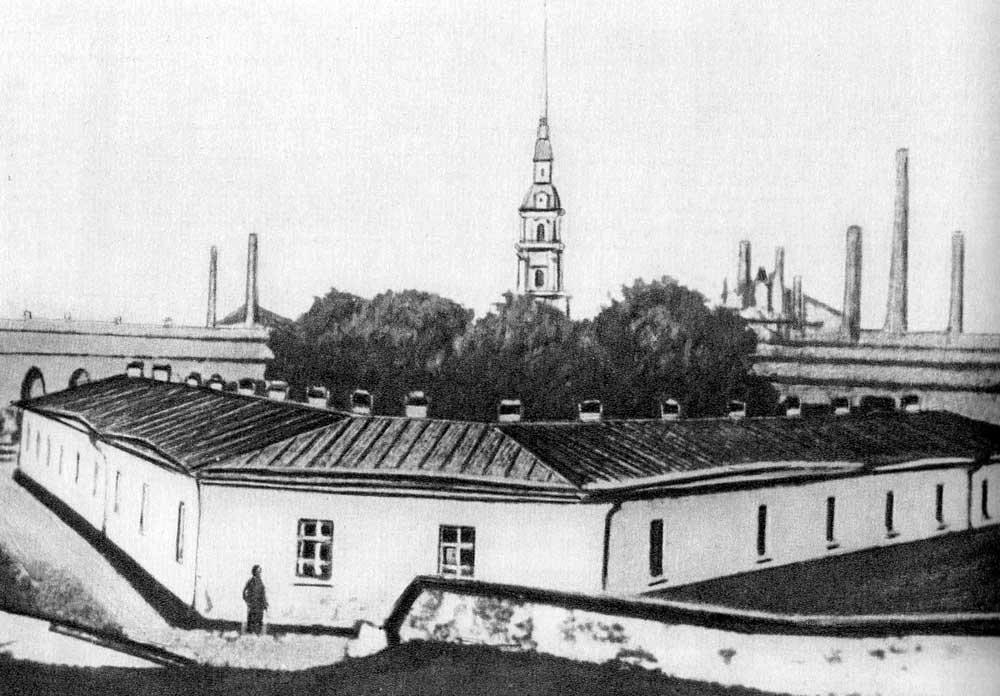
В Алексеевском равелине содержалось немало государственных преступников, и не все из них вышли оттуда живыми. Фото 1870-х

Намереваясь в 1856 году получить разрешение печатать свои новые произведения, ссыльный писатель, тем не менее, интересовался печатной судьбой своего прежнего рассказа: «Я, милый мой, спрашивал тебя об участи „Детской сказки“. Скажи мне положительно <…> хотели ли её серьёзно печатать? Если хотели, то пробовали иль нет, а если не пробовали, то почему именно? Ради Бога, напиши мне это всё. Эта просьба моя будет ответом на твоё предположение, что мне не запрещено печатать. Согласись, что судьба этой вещицы „Детской сказки“ для меня интересна во многих отношениях». Таким образом, автора интересует даже не столько публикация «Маленького героя», сколько сам факт разрешения вернуться в литературу и печататься обычным образом. Завершённый рассказ своего ссыльного брата Михаил Достоевский опубликовал в августе 1857 года, в журнале «Отечественные записки», под названием «Маленький герой» (Из неизвестных мемуаров). Вместо фамилии автора под произведением стояла анаграмма М-ий. Изменение заглавия, по всей видимости, с автором согласовано не было и было вызвано стремлением отвести глаза властям от подлинного авторства произведения.
Несмотря на то, что Ф. М. Достоевский знал о готовящейся печати рассказа, после журнальной публикации он сетовал о своём бессилии его улучшить: «Известие о напечатании „Детской сказки“ было мне не совсем приятно. Я давно думал её переделать, и хорошо переделать, и, во-первых, всё никуда не годное начало выбросить вон». После возвращения из ссылки Ф. М. Достоевский действительно вернулся к рассказу и внёс в текст значительные изменения. Ещё во время написания «Маленького героя» и много позднее он неоднократно говорил о том душевном спокойствии, в котором он находился во время тюремного заключения и писания рассказа: 

Когда я очутился в крепости, я думал, что тут мне и конец, думал, что трёх дней не выдержу, и — вдруг совсем успокоился. Ведь я там что делал? я писал «Маленького героя» — прочтите, разве в нём видно озлобление, муки? Мне снились тихие, хорошие, добрые сны.— Всеволод Соловьёв, «Воспоминания о Достоевском», Исторический вестник, 1881, № 3, стр. 615.
Работа над рассказом явилась для писателя своеобразной отдушиной в гнетущей обстановке Алексеевского равелина, придала ему сил выстоять и не упасть духом, как это случилось, например, с некоторыми другими петрашевцами. С помощью своей фантазии писатель уносился душой из губительного застенка в мир детства, радости и счастья с его атмосферой праздника и ликующими красками живой природы; именно в Петропавловской крепости Достоевскому удалось написать один из самых задушевных, лиричных и светлых своих рассказов.

## Тема и предпосылки произведения
По мнению В. С. Нечаевой, в пейзажных зарисовках произведения отразились детские воспоминания писателя об их тульской усадьбе Даровое. Г. А. Фёдоров считает, что речь может идти о даче родственников Достоевских — Куманиных в подмосковном Покровском (Филях). Среди ранних произведений Достоевского «Маленький герой» получился наименее «петербургским». В письме брату из крепости он писал: «Я, конечно, гоню все соблазны от воображения, но другой раз с ними не справишься, и прежняя жизнь так и ломится в душу, и прошлое переживается снова». Первый вариант рассказа был написан в форме обращения к некоей Машеньке. При переделке писатель это обращение убрал из начала произведения, а также из последующих частей, забыв по недосмотру убрать лишь в одном месте. Работа над рассказом происходила в то время, когда Достоевский вынужденно прервал работу над «Неточкой Незвановой», оставшейся незавершённой, поэтому часть тем из этого романа переместилась в новое произведение.
Как и в «Неточке Незвановой», писателя волновала тема детства и взросления, развитие детской души, возникновение первых проявлений любви: любовь-преданность, любовь как самоотвержение. Изображая симпатичный характер m-me M*, её замечательные душевные качества и запретную любовь, Достоевский следовал в этом описании образу Александры Михайловны из повести «Неточка Незванова», это же касается описания её мужа-антипода m-r M*, такого же бесчувственного, как муж Александры Михайловны. Чтобы его точнее характеризовать, Достоевский обратился к аналогии «прирождённых Тартюфов и Фальстафов», «особой породе растолстевшего на чужой счёт человечества». Пустой, бессодержательный господин, ничего не делающий, и ничем примечательным не отмеченный, как Фальстаф, m-r M*, тем не менее, ухитряется разыгрывать из себя не хуже Тартюфа едва ли не гениальную личность, исполненную, на самом деле эгоизма, непомерного тщеславия и жестокости.
Комментаторы Достоевского сообщают, что находясь в крепости, писатель читал переданные ему братом сочинения Шекспира и других авторов. Помимо шекспировских образов в рассказе присутствуют и образы Фридриха Шиллера Делорж и рыцарь Тогенбург. Главный герой по-своему повторял рыцарскую доблесть и честность «взрослых» шиллеровских героев. Первое чистое и искреннее чувство мальчика не требует себе воздаяния, воплощая высокий шиллеровский идеал рыцарственности и бескорыстия. Позднее, в «Дневнике писателя», Достоевский вспоминал, что Шиллер «у нас <…> вместе с Жуковским, в душу русскую всосался, клеймо в ней оставил, почти период в истории нашего развития обозначил».
Литературовед В. Д. Рак отмечает в рассказе обилие театральных реминисценций: весь сюжет происходит по законам спектакля, где каждому персонажу соответствует то или иное театральное амплуа. Шаловливая блондинка — театральная гран-кокет, хозяин поместья — водевильный старый гусар-рубака, «маленький герой» исполняет роль влюблённого пажа — персонажа, ведущего своё происхождение от Керубино в «Женитьбе Фигаро». Театральность, условность происходящего акцентируется карнавальностью, танцами, шарадами, живыми картинами, кавалькадами, водевилями О.-Э. Скриба и т. д. Сюда же относятся остроумные перепалки шалуньи-блондинки со своими кавалерами на манер реприз Беатриче и Бенедикта в комедии Шекспира «Много шума из ничего». M-r M* — это не только мольеровский Тартюф и Фальстаф, это ещё и ревнивый арап, шекспировский Отелло, только Отелло переиначенный фантазией Достоевского. Ту же функцию выполняет лошадиная кличка Танкред, попавшая в рассказ либо из оперы Россини, либо из трагедии Вольтера. Костюм Синей бороды отсылает не только к персонажу сказки Шарля Перро (1628—1703), но и к театральным инсценировкам знаменитого сюжета в опере, балете или водевиле.

## Типология персонажа и отражения рассказа в критике
Вернувшись из ссылки в 1859 году, писатель издал в следующем году свои прежние сочинения, в том числе и «Маленького героя». В том же 1860 году вышла в свет повесть И. С. Тургенева «Первая любовь», тематически и сюжетно близкая «Маленькому герою». В обоих произведениях герои-мальчики выступали в роли «пажей» своих дам, безупречно смелые и благородные, их рыцарство ценится их избранницами. Совпадали и другие мотивы двух произведений. Таким образом, считают комментаторы Достоевского, чтение «Маленького героя» могло натолкнуть Тургенева в 1858 году на написание своего автобиографического произведения. С другой стороны, можно выявить сходство и отличие в подходах к обрисовке «маленького героя» и Николеньки Иртеньева из повести Л. Н. Толстого «Детство» (1852 г.), создававшейся писателем вполне независимо от рассказа Ф. М. Достоевского.
Критика не обратила внимания на рассказ Достоевского при его жизни. Вскоре после смерти Достоевского, в 1882 году, критик «Отечественных записок» Н. К. Михайловский объединил этот рассказ с «Записками из Мёртвого дома», «Кроткой», «Белыми ночами», — теми произведениями, которые, по мнению народнического критика являлись «вполне законченными в смысле гармонии и пропорциональности». В отличие от не расположенного к Достоевскому Михайловского, Орест Миллер более подробно отозвался в этом же году о рассказе Достоевского. Его подкупило мастерство Достоевского при обрисовке сложного и противоречивого внутреннего мира «маленького героя». В доказательство критик сослался на эпизод пробуждения «святого и чистого чувства жалости <…> сострадания к добрейшему, но несчастнейшему существу».

## Сюжет произведения
Неизвестный мемуарист вспоминает о своём счастливом детстве, когда ребёнком он впервые попал в богатое подмосковное имение на берегу Москвы-реки родственника Т-ва, бывшего гусара, жившего на широкую ногу. В доме хозяина беспрестанно гостило по пятьдесят-сто человек гостей, устраивались домашние спектакли, живые картины, верховая езда, пикники, гулянья, танцы, художественное чтение и т. д. В центре внимания этого шумного общества живая, лукавая и прелестная блондинка, своими взбалмошными проделками заслужившая всеобщую симпатию. Красавица буквально преследует своими шалостями и отчаянно смелыми проказами рассказчика, в то время всего лишь одиннадцатилетнего мальчика. Беспрестанно смущаемый курьёзными выходками, он не знает, как избавиться от её назойливых, метких острот, колких шуток. Ослеплённый её красотою, он испытывает к ней смешанное чувство любопытства и ненависти.
Среди подруг блондинки внимание рассказчика привлекает m-me M*. Обе женщины замужем, но, в отличие от своей полноватой приятельницы-кузины, m-me M* несколько худощава. Её грустная красота исполнена благородства, нежности и душевного обаяния. Её муж m-r M* слывёт ревнивцем, но ревнивцем «не из любви, а из самолюбия». M-me M* опасается своего влиятельного мужа, кроме этого, её объединяет какая-то непонятная связь с молодым человеком Н-им. Школярские забавы блондинки утвердили за мальчиком роль влюблённого пажа m-me M* в этом весёлом обществе, и на самом деле, мальчик пристально следит за своей взрослой избранницей и пытается отгадать тайну её грусти. M-me M* часто берёт его с собой на прогулку, не подозревая о его истинных чувствах и погружённая целиком в свою запутанную семейную драму, бессильная из неё выпутаться. Молодой господин Н-ой демонстративно покидает гостеприимный дом хозяина и сердечно прощается с обществом. Его не провожает только m-me M*.
Как-то всё шумное общество решает отправиться в дальнюю верховую прогулку на деревенский праздник. Нет места только герою-рассказчику и одному кавалеру коварной блондинки — их лошади заболели. Хозяин — гусар-рубака, — лукаво предлагает юноше своего строптивого коня Танкреда, с которым никто не может совладать, даже сам хозяин. Однако кавалер отказывается от такой чести и предпочитает остаться дома. Но заносчивая блондинка советует пересесть нерешительному кавалеру на её смирную кобылу, а сама решается на безрассудное путешествие на диком жеребце хозяина. Хозяин, на этот раз оставив своё лукавство, запрещает блондинке её сумасбродство. В ответ на это, вместо шуток над своим неудачником-кавалером, дерзкая блондинка начинает дразнить мальчика, и без того раздосадованного тем, что его не берут с собою взрослые. Она полушутя-полусерьёзно делает ему предложение оседлать Танкреда и стать настоящим преданным пажом m-me M*. Взбешённый колкостями несносной блондинки, он опрометью вскакивает на Танкреда и уносится с ним вдаль. Дикий конь, не разбирая дороги, пронёсся несколько десятков шагов, пока, испугавшись встречного камня, не поворотил назад. Конюхи окружили жеребца, сняли с него маленького храбреца ко всеобщему ликованию толпы и польщённой m-me M*, которая поняла, что этот рыцарский подвиг был посвящён ей.
Но грусть m-me M* не проходит. Однажды маленький герой нечаянно стал свидетелем тайного свидания в лесу своей возлюбленной и Н-го, который, оказывается, далеко не уезжал. Их прощальный поцелуй и письмо, подаренное романтичным кавалером своей замужней возлюбленной, вызвали в душе ребёнка сложные чувства. Он брёл по следам своей избранницы, не в силах к ней приблизиться, и увидел обронённое ею письмо. Ему не хотелось, чтобы его тайна была раскрыта, но отдать хозяйке письмо незаметно долгое время не представлялось возможным. А она искала его всюду и не находила. Отправившись в очередную прогулку, преданный маленький герой предложил m-me M* собрать для неё букет цветов. Та рассеянно согласилась, погружённая в думы совсем о другом. Мальчик с любовью собрал из нехитрых луговых цветов прекрасный летний букет, спрятал внутрь его письмо и подарил по назначению, ожидая когда смысл его подарка откроется полностью. Дама равнодушно отнеслась к букету и долго не обращала на него внимания, пока у неё не возникла потребность отмахиваться им от налетевшей пчелы. Письмо выпало, хозяйка письма прочла его, бросилась к мальчику с благодарностью, но он притворился крепко спящим. Её поцелуй в губы «разбудил» его, однако укрытый подаренной ею косынкой, он больше никогда не увидел её, поскольку, вернувшись домой один, он узнал, что она навсегда покинула хлебосольный дом со своим мужем.